# Paroedura bastardi
Paroedura bastardi é uma espécie de lagarto pertencente à família Gekkonidae. Trata-se de um réptil de tamanho moderado, alcançando pouco mais de 7 cm de comprimento rostro-cloacal. A espécie é endêmica do sudeste de Madagascar, onde pode ser encontrada no solo ou escalando troncos de árvores.
Anteriormente, acreditava-se que era uma espécie amplamente distribuída nas regiões oeste e sul de Madagascar. No entanto, análises morfológicas e genéticas revelaram que essa classificação se devia a erros de identificação, indicando que a definição anterior da espécie correspondia, na verdade, a um complexo específico que engloba várias espécies crípticas. Atualmente, sabe-se que P. bastardi, em sentido estrito, está restrito ao extremo sudeste do país.

## Taxonomia
Paroedura bastardi  foi descrito pela primeira vez em 1900 por François Mocquard sob o nome científico Phyllodactylus bastardi. O nome específico, bastardi, homenageia o paleontólogo francês Eugène Joseph Bastard (1865–1910). Em 1974, várias espécies malgaxes atribuídas ao gênero Phyllodactylus [en] foram reclassificadas para o gênero Paroedura [en], incluindo esta espécie, que passou a ser chamada Paroedura bastardi. Paroedura ibityensis [en] foi inicialmente descrito como uma subespécie de Paroedura bastardi, mas desde 2008 é reconhecida como uma espécie distinta.
A série-tipo é composta por cinco síntipos, e anteriormente acreditava-se que a espécie incluía populações distribuídas por grande parte de Madagascar. No entanto, análises moleculares de sequências de DNA mitocondrial e nuclear realizadas na década de 2010 revelaram que a espécie era parafilética, com Paroedura ibityensis inserida entre várias linhagens mitocondriais distintas atribuídas a Paroedura bastardi. A série-tipo também incluiu indivíduos de pelo menos duas dessas linhagens. Essas linhagens são agora reconhecidas como espécies crípticas dentro do complexo específico Paroedura bastardi, e um espécime juvenil foi designado como o lectótipo de P. bastardi sensu stricto. Uma das linhagens crípticas foi reclassificada por Miralles et al. (2021) como Paroedura guibeae [en], originalmente descrito em 1974 e posteriormente sinonimizado com P. bastardi, com o estudo apoiando sua restauração como uma espécie distinta. O mesmo estudo nomeou outra espécie críptica como Paroedura rennerae [en]. Em 2023, o nome Paroedura manongavato [en] foi atribuído à linhagem críptica encontrada em Anja e Tsaranoro.
O seguinte cladograma é baseado em uma análise filogenética e mostra a posição de P. bastardi entre seus parentes mais próximos, segundo Piccoli et al. (2023):

|  | Paroedura guibeae [en]     |
|  |                            |
|  | Paroedura manongavato [en] |
|  |                            |

|  | Paroedura ibityensis [en]                                                          |
|  |                                                                                    |
|  | \| \| Paroedura neglecta [en] \| \| \| \| \| \| Paroedura tanjaka [en] \| \| \| \| |
|  |                                                                                    |
|  | Paroedura neglecta [en]                                                            |
|  |                                                                                    |
|  | Paroedura tanjaka [en]                                                             |
|  |                                                                                    |

|  | Paroedura neglecta [en] |
|  |                         |
|  | Paroedura tanjaka [en]  |
|  |                         |

|  | Paroedura ibityensis [en]                                                          |
|  |                                                                                    |
|  | \| \| Paroedura neglecta [en] \| \| \| \| \| \| Paroedura tanjaka [en] \| \| \| \| |
|  |                                                                                    |
|  | Paroedura neglecta [en]                                                            |
|  |                                                                                    |
|  | Paroedura tanjaka [en]                                                             |
|  |                                                                                    |

|  | Paroedura neglecta [en] |
|  |                         |
|  | Paroedura tanjaka [en]  |
|  |                         |

|  | Paroedura guibeae [en]     |
|  |                            |
|  | Paroedura manongavato [en] |
|  |                            |

|  | Paroedura ibityensis [en]                                                          |
|  |                                                                                    |
|  | \| \| Paroedura neglecta [en] \| \| \| \| \| \| Paroedura tanjaka [en] \| \| \| \| |
|  |                                                                                    |
|  | Paroedura neglecta [en]                                                            |
|  |                                                                                    |
|  | Paroedura tanjaka [en]                                                             |
|  |                                                                                    |

|  | Paroedura neglecta [en] |
|  |                         |
|  | Paroedura tanjaka [en]  |
|  |                         |

|  | Paroedura ibityensis [en]                                                          |
|  |                                                                                    |
|  | \| \| Paroedura neglecta [en] \| \| \| \| \| \| Paroedura tanjaka [en] \| \| \| \| |
|  |                                                                                    |
|  | Paroedura neglecta [en]                                                            |
|  |                                                                                    |
|  | Paroedura tanjaka [en]                                                             |
|  |                                                                                    |

|  | Paroedura neglecta [en] |
|  |                         |
|  | Paroedura tanjaka [en]  |
|  |                         |

|  | Paroedura guibeae [en]     |
|  |                            |
|  | Paroedura manongavato [en] |
|  |                            |

|  | Paroedura ibityensis [en]                                                          |
|  |                                                                                    |
|  | \| \| Paroedura neglecta [en] \| \| \| \| \| \| Paroedura tanjaka [en] \| \| \| \| |
|  |                                                                                    |
|  | Paroedura neglecta [en]                                                            |
|  |                                                                                    |
|  | Paroedura tanjaka [en]                                                             |
|  |                                                                                    |

|  | Paroedura neglecta [en] |
|  |                         |
|  | Paroedura tanjaka [en]  |
|  |                         |

|  | Paroedura ibityensis [en]                                                          |
|  |                                                                                    |
|  | \| \| Paroedura neglecta [en] \| \| \| \| \| \| Paroedura tanjaka [en] \| \| \| \| |
|  |                                                                                    |
|  | Paroedura neglecta [en]                                                            |
|  |                                                                                    |
|  | Paroedura tanjaka [en]                                                             |
|  |                                                                                    |

|  | Paroedura neglecta [en] |
|  |                         |
|  | Paroedura tanjaka [en]  |
|  |                         |

|  | Paroedura guibeae [en]     |
|  |                            |
|  | Paroedura manongavato [en] |
|  |                            |

|  | Paroedura ibityensis [en]                                                          |
|  |                                                                                    |
|  | \| \| Paroedura neglecta [en] \| \| \| \| \| \| Paroedura tanjaka [en] \| \| \| \| |
|  |                                                                                    |
|  | Paroedura neglecta [en]                                                            |
|  |                                                                                    |
|  | Paroedura tanjaka [en]                                                             |
|  |                                                                                    |

|  | Paroedura neglecta [en] |
|  |                         |
|  | Paroedura tanjaka [en]  |
|  |                         |

|  | Paroedura ibityensis [en]                                                          |
|  |                                                                                    |
|  | \| \| Paroedura neglecta [en] \| \| \| \| \| \| Paroedura tanjaka [en] \| \| \| \| |
|  |                                                                                    |
|  | Paroedura neglecta [en]                                                            |
|  |                                                                                    |
|  | Paroedura tanjaka [en]                                                             |
|  |                                                                                    |

|  | Paroedura neglecta [en] |
|  |                         |
|  | Paroedura tanjaka [en]  |
|  |                         |

|  | Paroedura guibeae [en]     |
|  |                            |
|  | Paroedura manongavato [en] |
|  |                            |

|  | Paroedura ibityensis [en]                                                          |
|  |                                                                                    |
|  | \| \| Paroedura neglecta [en] \| \| \| \| \| \| Paroedura tanjaka [en] \| \| \| \| |
|  |                                                                                    |
|  | Paroedura neglecta [en]                                                            |
|  |                                                                                    |
|  | Paroedura tanjaka [en]                                                             |
|  |                                                                                    |

|  | Paroedura neglecta [en] |
|  |                         |
|  | Paroedura tanjaka [en]  |
|  |                         |

|  | Paroedura ibityensis [en]                                                          |
|  |                                                                                    |
|  | \| \| Paroedura neglecta [en] \| \| \| \| \| \| Paroedura tanjaka [en] \| \| \| \| |
|  |                                                                                    |
|  | Paroedura neglecta [en]                                                            |
|  |                                                                                    |
|  | Paroedura tanjaka [en]                                                             |
|  |                                                                                    |

|  | Paroedura neglecta [en] |
|  |                         |
|  | Paroedura tanjaka [en]  |
|  |                         |

|  | Paroedura guibeae [en]     |
|  |                            |
|  | Paroedura manongavato [en] |
|  |                            |

|  | Paroedura ibityensis [en]                                                          |
|  |                                                                                    |
|  | \| \| Paroedura neglecta [en] \| \| \| \| \| \| Paroedura tanjaka [en] \| \| \| \| |
|  |                                                                                    |
|  | Paroedura neglecta [en]                                                            |
|  |                                                                                    |
|  | Paroedura tanjaka [en]                                                             |
|  |                                                                                    |

|  | Paroedura neglecta [en] |
|  |                         |
|  | Paroedura tanjaka [en]  |
|  |                         |

|  | Paroedura ibityensis [en]                                                          |
|  |                                                                                    |
|  | \| \| Paroedura neglecta [en] \| \| \| \| \| \| Paroedura tanjaka [en] \| \| \| \| |
|  |                                                                                    |
|  | Paroedura neglecta [en]                                                            |
|  |                                                                                    |
|  | Paroedura tanjaka [en]                                                             |
|  |                                                                                    |

|  | Paroedura neglecta [en] |
|  |                         |
|  | Paroedura tanjaka [en]  |
|  |                         |

|  | Paroedura guibeae [en]     |
|  |                            |
|  | Paroedura manongavato [en] |
|  |                            |

|  | Paroedura ibityensis [en]                                                          |
|  |                                                                                    |
|  | \| \| Paroedura neglecta [en] \| \| \| \| \| \| Paroedura tanjaka [en] \| \| \| \| |
|  |                                                                                    |
|  | Paroedura neglecta [en]                                                            |
|  |                                                                                    |
|  | Paroedura tanjaka [en]                                                             |
|  |                                                                                    |

|  | Paroedura neglecta [en] |
|  |                         |
|  | Paroedura tanjaka [en]  |
|  |                         |

|  | Paroedura ibityensis [en]                                                          |
|  |                                                                                    |
|  | \| \| Paroedura neglecta [en] \| \| \| \| \| \| Paroedura tanjaka [en] \| \| \| \| |
|  |                                                                                    |
|  | Paroedura neglecta [en]                                                            |
|  |                                                                                    |
|  | Paroedura tanjaka [en]                                                             |
|  |                                                                                    |

|  | Paroedura neglecta [en] |
|  |                         |
|  | Paroedura tanjaka [en]  |
|  |                         |

|  | Paroedura guibeae [en]     |
|  |                            |
|  | Paroedura manongavato [en] |
|  |                            |

|  | Paroedura ibityensis [en]                                                          |
|  |                                                                                    |
|  | \| \| Paroedura neglecta [en] \| \| \| \| \| \| Paroedura tanjaka [en] \| \| \| \| |
|  |                                                                                    |
|  | Paroedura neglecta [en]                                                            |
|  |                                                                                    |
|  | Paroedura tanjaka [en]                                                             |
|  |                                                                                    |

|  | Paroedura neglecta [en] |
|  |                         |
|  | Paroedura tanjaka [en]  |
|  |                         |

|  | Paroedura ibityensis [en]                                                          |
|  |                                                                                    |
|  | \| \| Paroedura neglecta [en] \| \| \| \| \| \| Paroedura tanjaka [en] \| \| \| \| |
|  |                                                                                    |
|  | Paroedura neglecta [en]                                                            |
|  |                                                                                    |
|  | Paroedura tanjaka [en]                                                             |
|  |                                                                                    |

|  | Paroedura neglecta [en] |
|  |                         |
|  | Paroedura tanjaka [en]  |
|  |                         |

## Distribuição e habitat
Fontes mais antigas frequentemente afirmam que Paroedura bastardi é encontrado nas regiões oeste e sul de Madagascar, em florestas secas, matagais e áreas rochosas, a altitudes de 40 a 800 metros. No entanto, isso se deve ao fato de que várias linhagens agora reconhecidas como distintas foram outrora atribuídas a essa espécie, e a distribuição mencionada refere-se, na verdade, ao complexo específico como um todo. Miralles et al. (2021) constataram que o "verdadeiro" Paroedura bastardi é conhecido apenas do extremo sudeste de Madagascar, e que registros dessa espécie em outras partes da ilha correspondem a outras espécies crípticas, como Paroedura rennerae, Paroedura guibeae e Paroedura manongavato. Há alguma sobreposição na distribuição entre os membros do complexo específico, com P. bastardi e P. guibeae ocorrendo simpatricamente em Tranoroa [en].

## Descrição

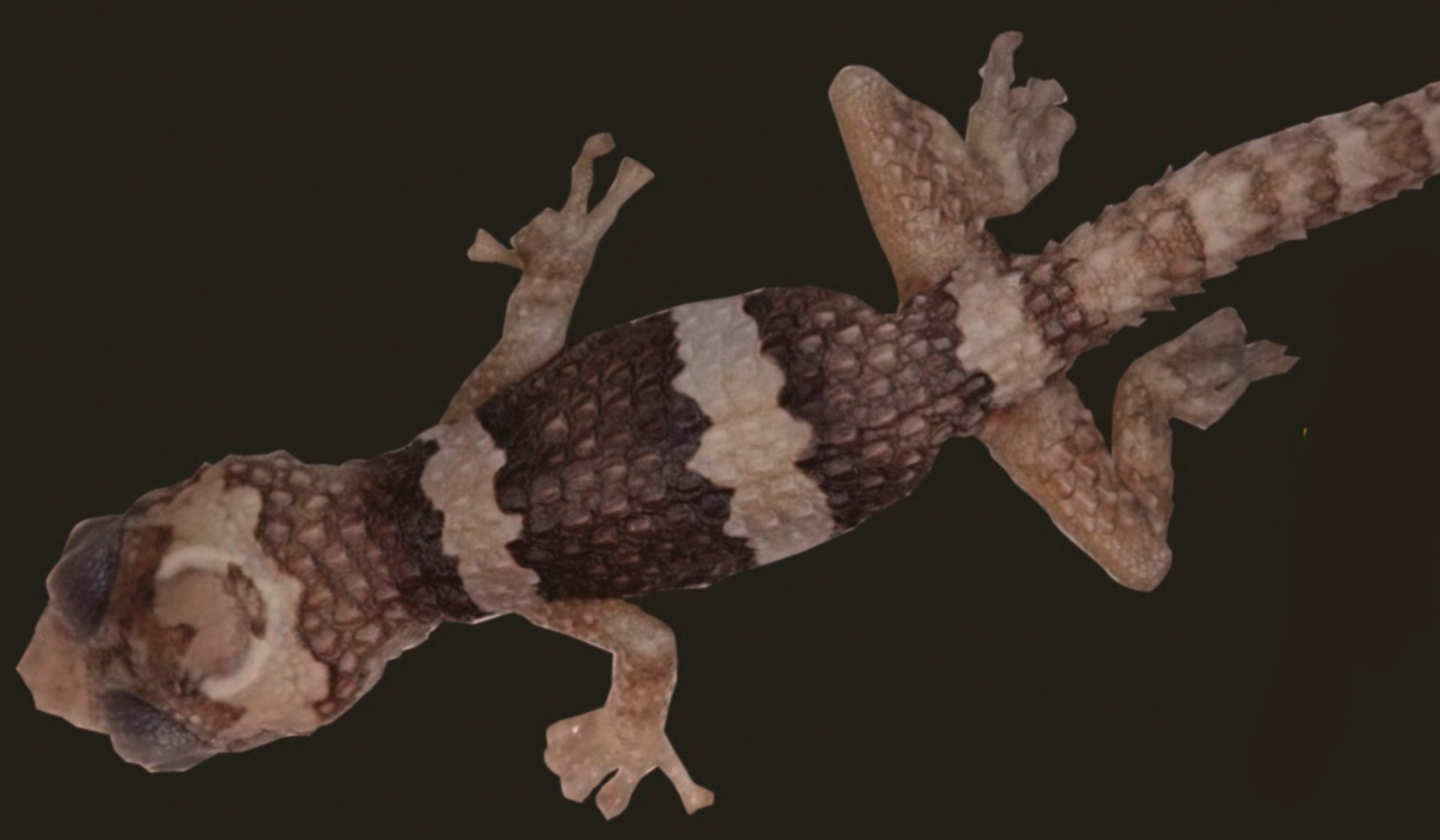
Espécime juvenil de Tolanaro.

Paroedura bastardi é uma espécie de tamanho moderado, podendo atingir um comprimento rostro-cloacal de aproximadamente 7,1 a 7,3 cm. A cabeça triangular é distintamente mais larga que o pescoço, e a abertura da orelha é uma fenda vertical. Como seus parentes mais próximos, a superfície dorsal desta espécie apresenta escamas com quilha aumentadas, dispostas em fileiras longitudinais. A cauda possui tubérculos espinhosos, que nos filhotes são organizados de forma mais regular do que nos adultos. Os membros são robustos, com almofadas dos dedos revestidas de lamelas, mais largas que o restante do dedo.
O corpo apresenta uma coloração marrom acinzentada com manchas cinzentas dispersas e três faixas transversais mais claras. Essas faixas são mais pronunciadas em indivíduos jovens, onde podem ser brancas com bordas escuras, enquanto nos adultos são menos distintas. Os filhotes também exibem um padrão distinto na cabeça, descrito como em forma de "borboleta ou morcego", que se torna menos visível com a idade. Não há padrões de faixas nos dedos.

## Comportamento
Essa lagartixa é uma espécie terrestre capaz de escalar, podendo ser vista no solo ou em superfícies verticais de madeira, como troncos de árvores. Ela e outras espécies do complexo P. bastardi são conhecidas por morder rapidamente quando manuseadas, provavelmente como um mecanismo de defesa. É ovípara, depositando ovos que a fêmea enterra no substrato. Embora seja conhecida por coexistir com a relacionada Paroedura guibeae em Tranoroa, evidências moleculares indicam que há isolamento reprodutivo entre as duas espécies.

## Conservação
A espécie foi classificada como pouco preocupante pela IUCN em 2011 devido à "sua ampla distribuição" e porque não apresentava sinais de declínio. Contudo, essa avaliação foi feita antes da divisão do complexo específico Paroedura bastardi em várias linhagens, e sua distribuição é agora reconhecida como mais restrita do que se pensava inicialmente. O severo desmatamento e práticas de queimada desde a década de 1950 alteraram drasticamente a paisagem do centro-sul de Madagascar, e algumas espécies relacionadas são conhecidas por estarem ameaçadas pela resultante destruição de habitat. Não há confirmação de que o próprio P. bastardi esteja afetado ou em declínio. Sabe-se que P. bastardi é coletado para o tráfico de animais, embora a gravidade disso não tenha sido avaliada.

## Galeria

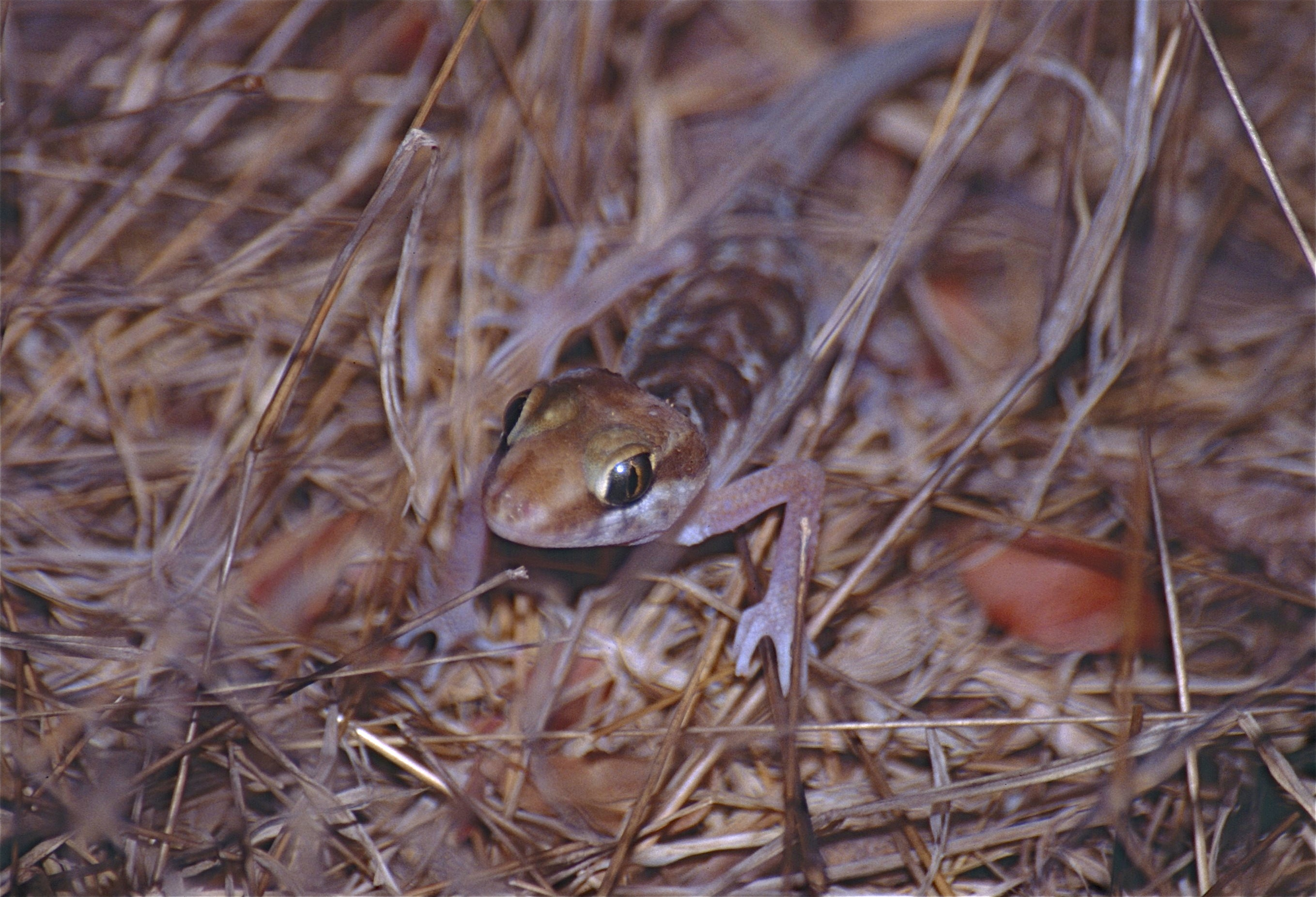
Espécime de frente na Floresta de Kirindy [en]
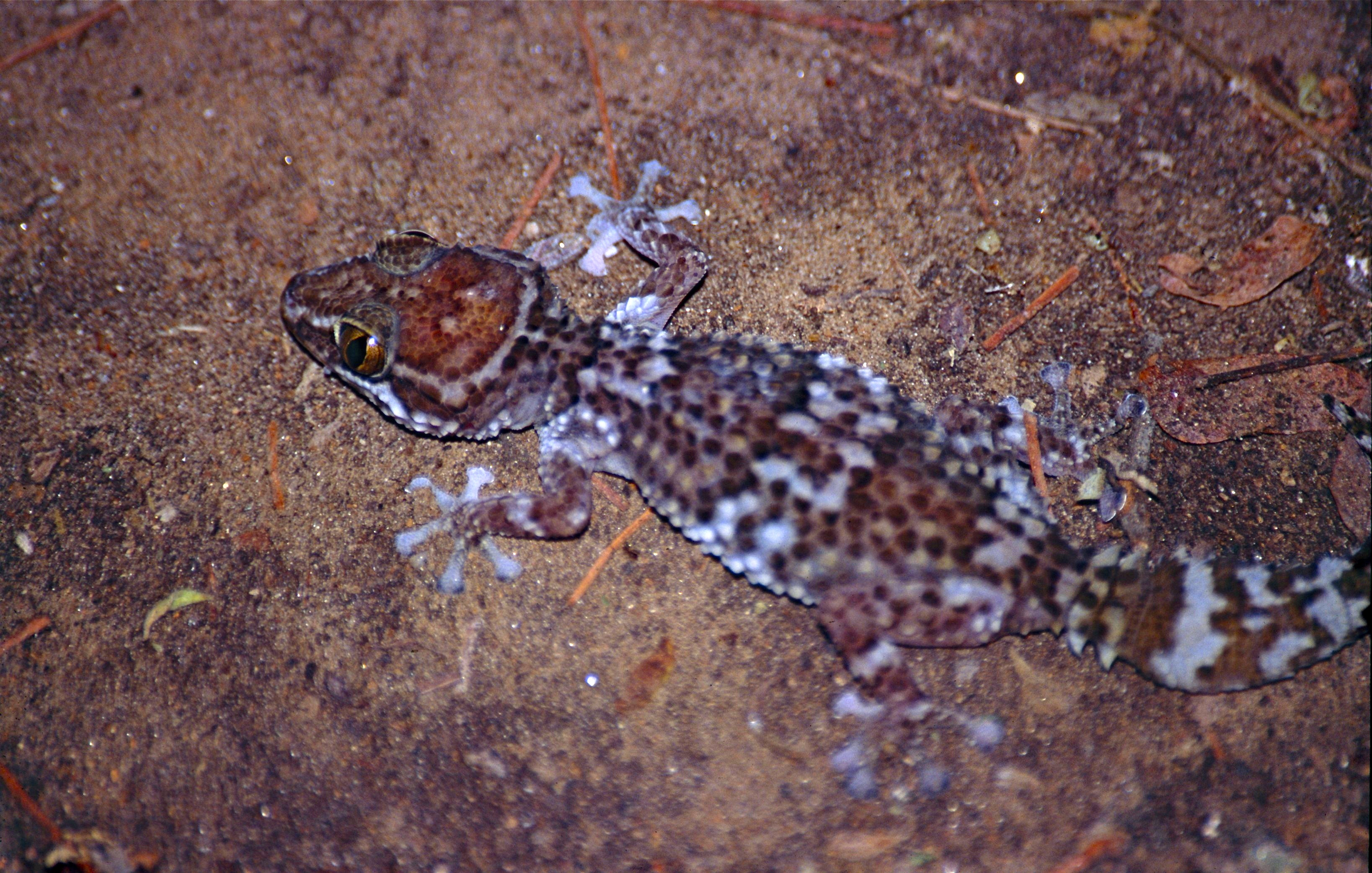
Vista dorsal de um adulto selvagem
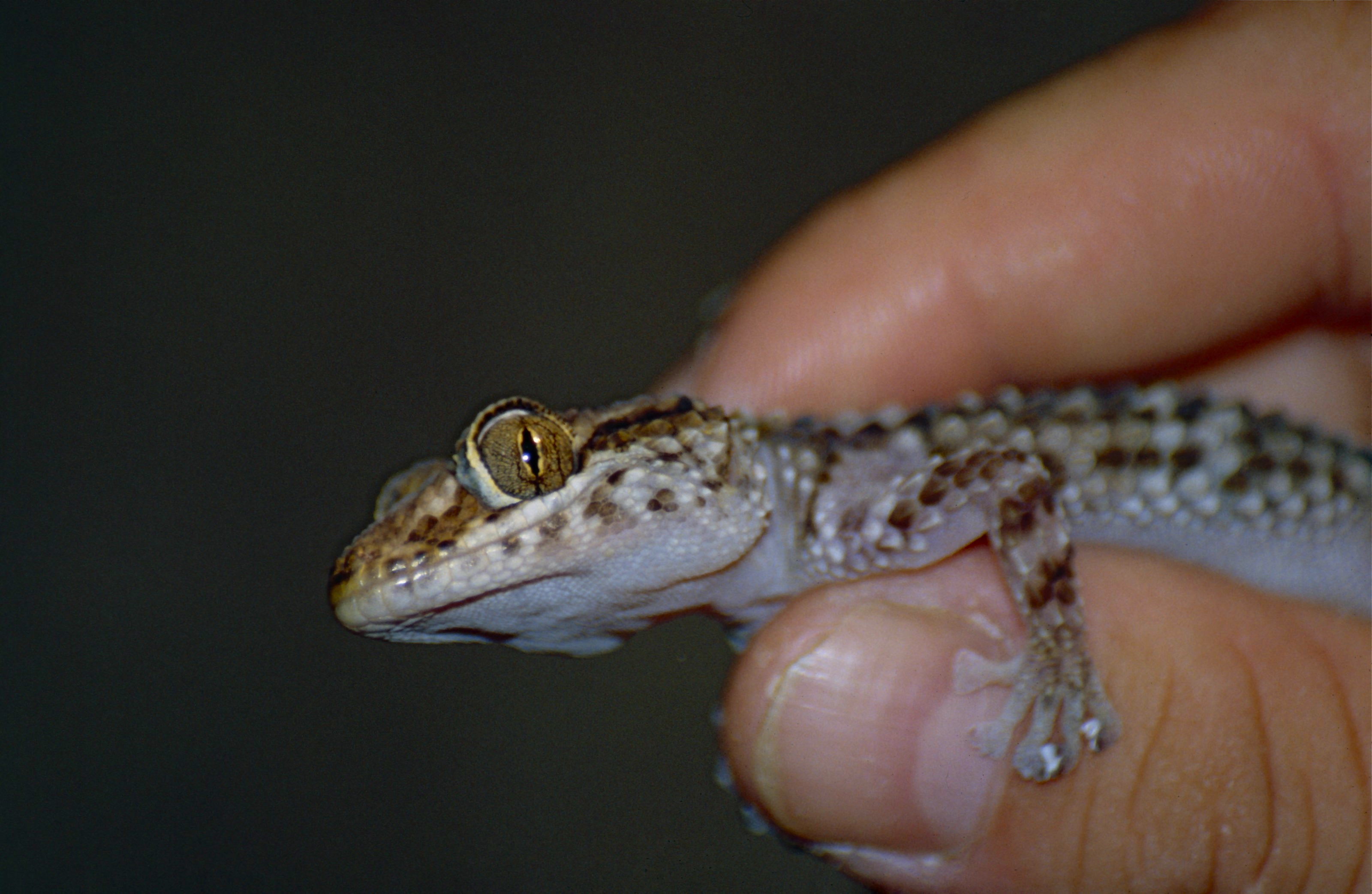
Adulto sendo manuseado na Reserva de Berenty [en]